# Liga de Campeones Femenina de la CAF 2021
La Liga de Campeones Femenina de la CAF 2021, conocida como Liga de Campeones Femenina de la CAF 2021 TotalEnergies por motivos de patrocinio, fue la edición inaugural del torneo anual de clubes de fútbol femenino africano organizado por la CAF. Se celebró en El Cairo, Egipto, del 5 al 19 de noviembre de 2021.

## Participantes
Las fases de clasificación se compusieron de 6 torneos de clasificación de subconfederaciones que comenzaron con los de la UNAF para la Zona A de África del Norte y África Occidental el 24 de julio de 2021 y concluyeron el 8 de septiembre de 2021. La clasificación finalizó con los equipos participantes reducidos a los 8 finalistas que estuvieron compuestos por un equipo ganador de cada una de las 6 subconfederaciones de la CAF ( la WAFU se divide en dos zonas), el equipo ganador de la liga del país anfitrión y, solo para esta edición, un equipo adicional de la subconfederación del actual campeón de la Copa Africana de Naciones Femenina.

## Sorteo
El sorteo de esta edición del torneo se llevó a cabo en la sede de la CAF en El Cairo, Egipto, el 29 de septiembre de 2021 a las 17:00 horas (15:00 horas UTC). Los ocho equipos confirmados se dividieron en dos grupos de cuatro equipos. Como anfitrión de la competición de clubes, Wadi Degla fue asignado a la posición A1.

## Fase de grupos
Los partidos de la fase de grupos se jugaron a puerta cerrada en horario de África Central (CAT) (UTC+02:00), debido a la pandemia de COVID-19 y las restricciones de viaje asociadas.

### Grupo A
| Equipo          | Pts | PJ | PG | PE | PP | GF | GC | Dif | Situación             |
| --------------- | --- | -- | -- | -- | -- | -- | -- | --- | --------------------- |
| Hasaacas Ladies | 7   | 3  | 2  | 1  | 0  | 8  | 3  | +5  | Avanzan a semifinales |
| Malabo Kings    | 4   | 3  | 1  | 1  | 1  | 5  | 4  | +1  | Avanzan a semifinales |
| Wadi Degla (H)  | 4   | 3  | 1  | 1  | 1  | 5  | 6  | -1  |                       |
| AS Mandé        | 1   | 3  | 0  | 1  | 2  | 2  | 7  | -5  |                       |

| 5 de noviembre de 2021 | Wadi Degla                                   | 3:1     | AS Mandé     | Estadio 30 de Junio, El Cairo |                              |
| 16:00                  | - El Solh 3' (pen.) - Dukureh 9' - Ayala 49' | Reporte | - Traoré 32' | Árbitro(s): Akhona Makhalima  | Árbitro(s): Akhona Makhalima |

| 5 de noviembre de 2021 | Malabo Kings | 1:3     | Hasaacas Ladies                 | Estadio 30 de Junio, El Cairo |                              |
| 19:00                  | - Gbogou 90' | Reporte | - Badu 11', 90+2' - Agyekum 85' | Árbitro(s): Bouchra Karboubi  | Árbitro(s): Bouchra Karboubi |

| 8 de noviembre de 2021 | Wadi Degla | 0:3     | Malabo Kings                           | Estadio 30 de Junio, El Cairo |                           |
| 16:00                  |            | Reporte | - Gbogou 14' (pen.), 41' - Balongo 58' | Árbitro(s): Leticia Viana     | Árbitro(s): Leticia Viana |

| 8 de noviembre de 2021 | Hasaacas Ladies                 | 3:0     | AS Mandé | Estadio 30 de Junio, El Cairo |                             |
| 19:00                  | - Badu 17', 59' - Agyekum 45+3' | Reporte |          | Árbitro(s): Suavis Iratunga   | Árbitro(s): Suavis Iratunga |

| 11 de noviembre de 2021 | Hasaacas Ladies          | 2:2     | Wadi Degla               | Estadio 30 de Junio, El Cairo |                               |
| 16:00                   | - Nyame 21' - Appiah 49' | Reporte | - Ayala 9' - El Solh 26' | Árbitro(s): Vincentia Amedome | Árbitro(s): Vincentia Amedome |

| 11 de noviembre de 2021 | AS Mandé   | 1:1     | Malabo Kings  | Estadio Al-Salam, El Cairo |                           |
| 16:00                   | - Touré 2' | Reporte | - Mendoua 80' | Árbitro(s): Patience Madu  | Árbitro(s): Patience Madu |

### Grupo B
| Equipo            | Pts | PJ | PG | PE | PP | GF | GC | Dif | Situación             |
| ----------------- | --- | -- | -- | -- | -- | -- | -- | --- | --------------------- |
| Mamelodi Sundowns | 7   | 3  | 2  | 1  | 0  | 2  | 0  | +2  | Avanzan a semifinales |
| AS FAR (H)        | 4   | 3  | 1  | 1  | 1  | 3  | 2  | +1  | Avanzan a semifinales |
| Rivers Angels     | 3   | 3  | 1  | 0  | 2  | 4  | 4  | 0   |                       |
| Vihiga Queens     | 3   | 3  | 1  | 0  | 2  | 2  | 5  | -3  |                       |

| 6 de noviembre de 2021 | Vihiga Queens | 0:1     | Mamelodi Sundowns | Estadio Al-Salam, El Cairo       |                                  |
| 16:00                  |               | Reporte | - Kgadiete 4'     | Árbitro(s): Shahenda El Maghrabi | Árbitro(s): Shahenda El Maghrabi |

| 6 de noviembre de 2021 | AS FAR                  | 3:0     | Rivers Angels | Estadio Al-Salam, El Cairo |                           |
| 19:00                  | - Mssoudy 30', 73', 84' | Reporte |               | Árbitro(s): Lidya Tafesse  | Árbitro(s): Lidya Tafesse |

| 9 de noviembre de 2021 | Vihiga Queens                 | 2:0     | AS FAR | Estadio Al-Salam, El Cairo     |                                |
| 16:00                  | - Wanyonyi 9' - Shikangwa 52' | Reporte |        | Árbitro(s): Aissata Amadou Lam | Árbitro(s): Aissata Amadou Lam |

| 9 de noviembre de 2021 | Rivers Angels | 0:1     | Mamelodi Sundowns | Estadio Al-Salam, El Cairo    |                               |
| 19:00                  |               | Reporte | - Nhlapho 17'     | Árbitro(s): Salima Mukansanga | Árbitro(s): Salima Mukansanga |

| 12 de noviembre de 2021 | Rivers Angels                                              | 4:0     | Vihiga Queens | Estadio 30 de Junio, El Cairo |                             |
| 19:00                   | - Ikechukwu 67' (pen.), 77' (pen.) - Koku 80' - Monday 84' | Reporte |               | Árbitro(s): Dorsaf Ganouati   | Árbitro(s): Dorsaf Ganouati |

| 12 de noviembre de 2021 | Mamelodi Sundowns | 0:0     | AS FAR | Estadio Al-Salam, El Cairo                |                                           |
| 16:00                   |                   | Reporte |        | Árbitro(s): María Packuita Cynquela Rivet | Árbitro(s): María Packuita Cynquela Rivet |

## Fase final

### Cuadro
|  | Semifinales               | Semifinales               |   |                           | Final                     | Final |  |
|  |                           |                           |   |                           |                           |       |  |
|  |                           |                           |   |                           |                           |       |  |
|  | 15 de noviembre, El Cairo |                           |   |                           |                           |       |  |
|  | Hasaacas Ladies           | 2                         |   |                           |                           |       |  |
|  | AS FAR                    | 1                         |   |                           |                           |       |  |
|  |                           |                           |   |                           |                           |       |  |
|  |                           |                           |   |                           | 19 de noviembre, El Cairo |       |  |
|  |                           |                           |   |                           | Hasaacas Ladies           | 0     |  |
|  |                           | Mamelodi Sundowns         | 2 |                           |                           |       |  |
|  |                           |                           |   |                           |                           |       |  |
|  |                           |                           |   |                           |                           |       |  |
|  |                           |                           |   |                           | Tercer lugar              |       |  |
|  | 15 de noviembre, El Cairo | 15 de noviembre, El Cairo |   | 18 de noviembre, El Cairo | 18 de noviembre, El Cairo |       |  |
|  | Mamelodi Sundowns         | 0 (5)                     |   | AS FAR                    | 3                         |       |  |
|  | Malabo Kings              | 0 (4)                     |   |                           | Malabo Kings              | 1     |  |

### Semifinales
| 15 de noviembre de 2021 | Hasaacas Ladies           | 2:1     | AS FAR      | Estadio Al-Salam, El Cairo    |                               |
| 17:00                   | - Boaduwaa 36' - Badu 76' | Reporte | - Badri 45' | Árbitro(s): Salima Mukansanga | Árbitro(s): Salima Mukansanga |

| 15 de noviembre de 2021 | Mamelodi Sundowns                                    | 0:0 (t. s.)(5:4 p.)        | Malabo Kings                                          | Estadio Al-Salam, El Cairo   |                              |
| 20:00                   |                                                      | Reporte                    |                                                       | Árbitro(s): Bouchra Karboubi | Árbitro(s): Bouchra Karboubi |
|                         |                                                      | Tiros desde el punto penal |                                                       |                              |                              |
|                         | - Nhlapho - Mbane - Kgasago - Mthandi - Esau - Thusi |                            | - Bella - Bokoka - Nke - Muriel Linda - Baita - Fanta |                              |                              |

### Tercer puesto
| 18 de noviembre de 2021 | AS FAR                              | 3:1     | Malabo Kings        | Estadio 30 de Junio, El Cairo         |                                       |
| 19:00                   | - Tagnaout 10' - Chebbak 61', 90+2' | Reporte | - Carol Carioca 50' | Árbitro(s): Vincentia Enyonam Amedume | Árbitro(s): Vincentia Enyonam Amedume |

### Final
| 19 de noviembre de 2021 | Hasaacas Ladies | 0:2     | Mamelodi Sundowns         | Estadio 30 de Junio, El Cairo |                           |
| 19:00                   |                 | Reporte | - Morifi 33' - Mgcoyi 65' | Árbitro(s): Lidya Tafesse     | Árbitro(s): Lidya Tafesse |